# Bab El Allouj
Bab El Allouj (arabe : باب العلوج) est l'une des portes de la médina de Tunis (Tunisie).

## Histoire
Construite sous le sultan hafside Abû Ishâq Ibrâhîm al-Mustansir (1349-1369), la porte s'appelle au départ Bab er-Rehiba ou « porte de la Petite esplanade ». Cette petite esplanade est une longue avenue reliant le palais de la kasbah aux parcs royaux de Ras-Tabia et d'Abou-Fîhr.
En 1435, la porte prend le nom de Bab El Allouj, lorsque le sultan Abou Amr Uthman fait venir d'Italie sa famille maternelle — une ancienne captive — et l'installe dans le quartier de l'esplanade, dans un palais que les Tunisois appellent alors Rabat El Allouj car le mot علج (allouj, au singulier alij), qui signifie « renégats » ou « infidèles », est l'appellation utilisée à l'époque pour qualifier les étrangers blancs, le plus souvent des esclaves chrétiens. La porte permet à cette époque de connecter le palais de la kasbah avec celui d'El Allouj. Elle est détruite lors des travaux d'urbanisme lancés à la fin des années 1950.

## Importance historique et culturelle

### Point de départ des manifestations du 9 avril 1938
Le 9 avril 1938, Habib Bourguiba, malade à son domicile (place des Moutons, actuelle place du Leader) dans le quartier de Bab El Allouj, refuse la demande de Mahmoud El Materi d'annuler la manifestation non encadrée, avec sa fameuse citation « Il faut bien que le sang coule ! Oui, il faut que le sang coule ! ». Des attroupements spontannés sans leader ni direction se forment au départ de Bab El Allouj, d'où éclatent des bagarres, puis sur les pentes du cimetière du Djellaz, à Bab Menara et à la kasbah et dans les quartiers populaires de Bab Souika et Mellassine. Le bilan des événements du 9 avril 1938 est de 22 morts et près de 150 blessés et la proclamation de l'état de siège est suivie par une série de mesures anti-indépendantistes.

### Roman éponyme
Bab al-Uluj (ou porte des Renégats) est un roman historique de Hassanine Ben Ammou (ar), nommé d'après cette porte et dont l'action se déroule à l'époque hafside entre 1415 et 1450 ; il est publié en arabe en 1988 et traduit en français en 2023.